# Роско (Техас)
Роско (англ. Roscoe) — місто (англ. city) в США, в окрузі Нолан штату Техас. Населення — 1271 особа (2020).

## Географія
Роско розташоване за координатами 32°26′26″ пн. ш. 100°32′12″ зх. д. / 32.44056° пн. ш. 100.53667° зх. д. (32.440524, -100.536593). За даними Бюро перепису населення США в 2010 році місто мало площу 6,04 км², уся площа — суходіл. В 2017 році площа становила 8,35 км², уся площа — суходіл.

## Демографія
Згідно з переписом 2010 року, у місті мешкали 1322 особи в 492 домогосподарствах у складі 357 родин. Густота населення становила 219 осіб/км². Було 564 помешкання (93/км²). 
Расовий склад населення:
| - 78,8 % — білих - 1,8 % — чорних або афроамериканців - 1,3 % — корінних американців - 15,9 % — осіб інших рас |

До двох чи більше рас належало 2,2 %. Іспаномовні становили 42,9 % усіх жителів.
За віковим діапазоном населення розподілялося таким чином: 28,7 % — особи молодші 18 років, 54,6 % — особи у віці 18—64 років, 16,7 % — особи у віці 65 років та старші. Медіана віку мешканця становила 38,8 року. На 100 осіб жіночої статі у місті припадало 101,2 чоловіків; на 100 жінок у віці від 18 років та старших — 97,5 чоловіків також старших 18 років.
Середній дохід на одне домашнє господарство становив 58 293 долари США (медіана — 41 250), а середній дохід на одну сім'ю — 69 523 долари (медіана — 54 408). Медіана доходів становила 34 028 доларів для чоловіків та 32 386 доларів для жінок. За межею бідності перебувало 15,3 % осіб, у тому числі 24,2 % дітей у віці до 18 років та 8,4 % осіб у віці 65 років та старших.
Цивільне працевлаштоване населення становило 650 осіб. Основні галузі зайнятості: освіта, охорона здоров'я та соціальна допомога — 25,2 %, транспорт — 16,0 %, сільське господарство, лісництво, риболовля — 13,1 %.